# Коллальто
Коллальто (итал. Collalto) — древний итальянский род (с X века).
Граф Рамбольдо (1575—1630) из этого рода был императорским фельдмаршалом в Тридцатилетнюю войну. Его потомок граф Одоардо III в 1822 году получил в Австрийской империи княжеский титул.